# Kai Benedict Ahlefeldt-Laurvig
Kai Benedict lensgreve Ahlefeldt-Laurvig (12. februar 1903 i København – 13. juni 1985) var en dansk lensgreve, godsejer, hofjægermester og leder af modstandsbevægelsen på Langeland under Danmarks besættelse. Han deltog i modstandsarbejdet fra 1941 og var også med i Frihedsrådets Lokalkomité.
Kai Benedict Ahlefeldt-Laurvig var søn af gesandt, greve Preben Ahlefeldt-Laurvig og hustru Marie (Mary) f. baronesse de Gohr. Han blev student fra Stenhus Gymnasium 1921, tog filosofikum året efter, lærte landvæsen og blev sekondløjtnant ved Livgarden 1929. Han var forpagter af Nordenbrogård på Langeland 1930-47 og af Broløkke på Langeland 1937-47; ejer af de under det tidligere Grevskabet Langeland og Stamhuset Ahlefeldt værende besiddelser fra 1947 til 1967.
Han var medlem af bestyrelsen for Langelands landøkonomiske Forening 1932-68 (næstformand 1938-68), af tilsynsrådet for Langelands Sparekasse 1933-73 og af Magleby Sogneråd 1937-47; formand for Langelands konservative Forening 1933-45 og for Landbrugsministeriets byggeudvalg for Rudkøbingkredsen 1940-43, medlem af af bestyrelsen for Sydfyenske Dampskibsselskab 1941-54; formand for I/S Magleby Nor 1942-48, næstformand for Fyens Stifts patriotiske Selskab 1945, formand 1946-67, medlem af bestyrelsen for De samvirkende Landboforeninger i Fyens Stift 1946-67 og for Arbejdsgiverforeningen for Landbruget i Fyens Stift 1946-50; formand for understøttelsesforeningen for trængende forhenværende Landmænd og deres Efterladte i Fyens Stift 1947, medlem af bestyrelsen for Det gjensidige Forsikringsselskab "Danmark" 1961-73 og for Foreningen til Dyrenes Beskyttelse i Danmark 1961-72; formand for Majoratsforeningen 1964-74, kompagnichef i Hjemmeværnet og afsnitsleder for Langelands hjemmeværn 1949-64. Han var Ridder af Dannebrog og modtog Hjemmeværnets Fortjenstmedalje.
Han blev gift 2. november 1932 med Thea Ottilie Meyer, f. 9. december 1910 i Shanghai, død 21. marts 1998, datter af generaldirektør Vilhelm Meyer (død 1935, se Blå Bog 1934) og hustru Kirsten f. Bramsen.